# Ligne de Dunkerque-Locale à Bray-Dunes
La ligne de Dunkerque-Locale à Bray-Dunes est une ligne ferroviaire française qui relie la gare de Dunkerque, sur la ligne d'Arras à Dunkerque-Locale, à la frontière franco-belge, prolongée par la ligne 73. Avant que le trafic voyageurs ne cesse, la ligne permettait de relier Dunkerque à La Panne.
Elle constitue la ligne 300 000 du réseau ferré national.

## Histoire
Le 26 avril 1862, un décret impérial prescrit la mise en adjudication de la concession d'un chemin de fer de Dunkerque à la frontière belge vers Furnes.
Cette ligne a été concédée au sieur Petyt, banquier à Dunkerque par adjudication le 16 juin 1862. Cette adjudication est approuvée par décret impérial le 23 mai 1863,. La concession a été rétrocédée à la Compagnie du chemin de fer de Dunkerque à Furnes créée pour la circonstance.
Le raccordement au niveau de la frontière est défini par une convention internationale signée le 25 novembre 1869 entre l'Empire Français et le Royaume de Belgique. Cette convention est promulguée par un décret impérial le 12 janvier 1870.
La ligne a été ouverte à l'exploitation le 10 février 1870 après plusieurs prolongations du délai de réalisation. Il avait été établi une gare provisoire sur un terrain militaire de  Dunkerque, à l'est du port, sans jonction avec le chemin de fer du Nord. C'est en 1874 que cette ligne fut raccordée au réseau du nord et que la gare provisoire fut abandonnée. La section comprise entre le nouveau raccordement et la gare provisoire a été déclassée le 22 octobre 1877.
En 1879, la compagnie concessionnaire en règlement judiciaire a été reprise par l'État (loi du 27 juillet 1880). La ligne est cédée par l'État à Compagnie des chemins de fer du Nord selon les termes d'une convention signée entre le ministre des Travaux publics et la compagnie le 5 juin 1883. Cette convention est approuvée par une loi le 20 novembre suivant. Elle a été transférée à la SNCF le 1er janvier 1938 dans le cadre de la nationalisation puis à RFF en 1997.
Les dernières années où cette ligne a connu un service ferroviaire, celui-ci avait lieu uniquement des dimanches d'été. La toute dernière année de ce type de service a été 1994 (dernières circulations le dimanche 28/08). En 1995, le service était assuré uniquement par autocars.
En 2014, une voie verte est créée à partir d'un passage à niveau situé à Dunkerque jusqu'à la gare de Leffrinckoucke.
Il est envisagé la reprise du trafic.

## Caractéristiques

### Tracé
La ligne a son origine sur la ligne d'Arras à Dunkerque-Locale à la bifurcation de Furnes entre les gares de Dunkerque et de Coudekerque-Branche. Elle contourne par le sud une partie de Dunkerque avant de prendre un tracé droit, distant de moins d'un kilomètre des plages. La ligne traverse la gare de Rosendaël et celle de Leffrinckoucke, avant de longer les dunes où un embranchement dessert une usine métallurgique. La ligne poursuit vers l'est pour desservir la halte de l'hôpital-maritime-de-Zuydcoote, Zuydcoote puis Bray-Dunes. Il y avait une correspondance vers la gare de Bray-Dunes Plage, devenue l'office de tourisme de la ville, par la  ligne à voie métrique du Chemin de fer de Hondschoote à Bray-Dunes. La ligne franchit enfin la frontière avec la Belgique, où elle devient la ligne belge 73 d'Infrabel avant d'arriver en gare de La Panne.

### Voie
C'est une ligne à voie unique, non électrifiée ; son profil est bon, les déclivités ne dépassent pas 6,8 ‰.

### Gares et haltes
Elles sont fermées et leurs bâtiments sont réaffectés ou à l'abandon.
- Rosendaël
- Leffrinckoucke
- Sanatorium-maritime-de-Zuydcoote (halte) détruite
- Zuydcoote
- Bray-Dunes

## Exploitation

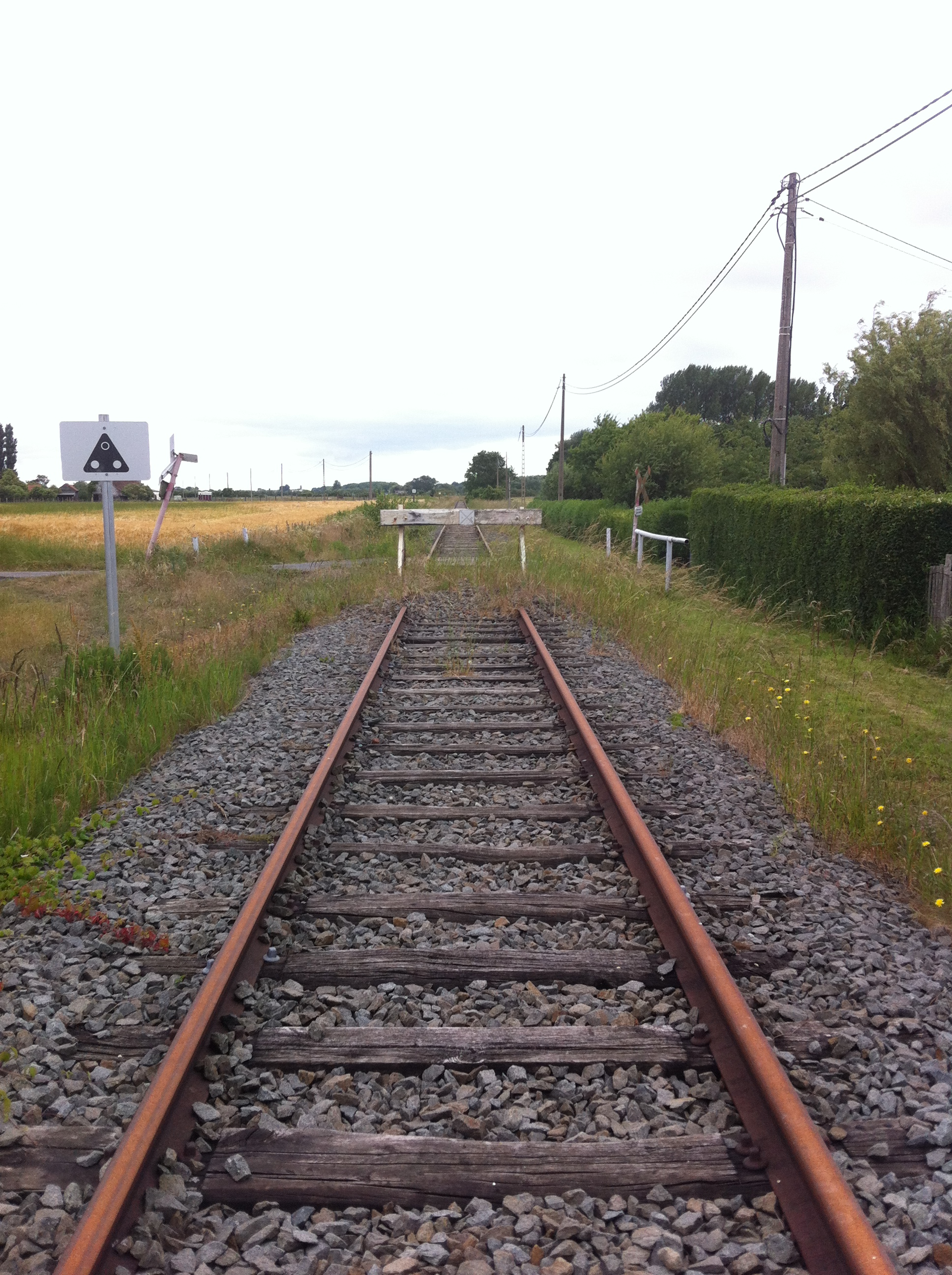
Ligne belge 73, km 87,4.

La ligne n'est plus exploitée et est à l'abandon. Une partie de la voie existe toujours mais un heurtoir empêche tout passage de trains vers la Belgique. Une voie verte a été aménagée sur une partie de l'ancienne ligne sur l'itinéraire de la véloroute EuroVelo 4.
La desserte voyageurs est à présent assurée par la ligne d'autobus 20 des transports en commun de Dunkerque.

## Traduction
- (nl) Cet article est partiellement ou en totalité issu de l’article de Wikipédia en néerlandais intitulé « Spoorlijn 73 » (voir la liste des auteurs).